# 港北駅
港北駅（こうほくえき）は、愛知県名古屋市港区正保町5丁目にある、名古屋臨海高速鉄道あおなみ線の駅である。駅番号はAN07。

## 歴史
2004年10月のあおなみ線の開業と同時に「名古屋競馬場前駅」（なごやけいばじょうまええき）として開業した。あおなみ線の駅名で最も長かった。
計画時の仮称は「名古屋競馬場駅」であったが、開業に先立つ2003年3月に開業時の名称が決定した。
2022年3月の名古屋競馬場の弥富市への移転に伴い、「港北駅」に改称した。あおなみ線では初めての駅名の改称で、学識経験者や地元住民の代表を交えた懇談会を経て駅名を決定した。駅名決定の理由として、名古屋市が名古屋競馬場跡地周辺地域を「港北エリア」の名称でまちづくりを検討していることなどが挙げられた。

### 年表
- 2004年（平成16年）10月6日：名古屋競馬場前駅として開業。
- 2022年（令和4年）
  - 3月12日：港北駅に改称[1][2]。
  - 9月1日：この日以降、荒子川公園駅とともに駅係員が終日不在となる[7]。

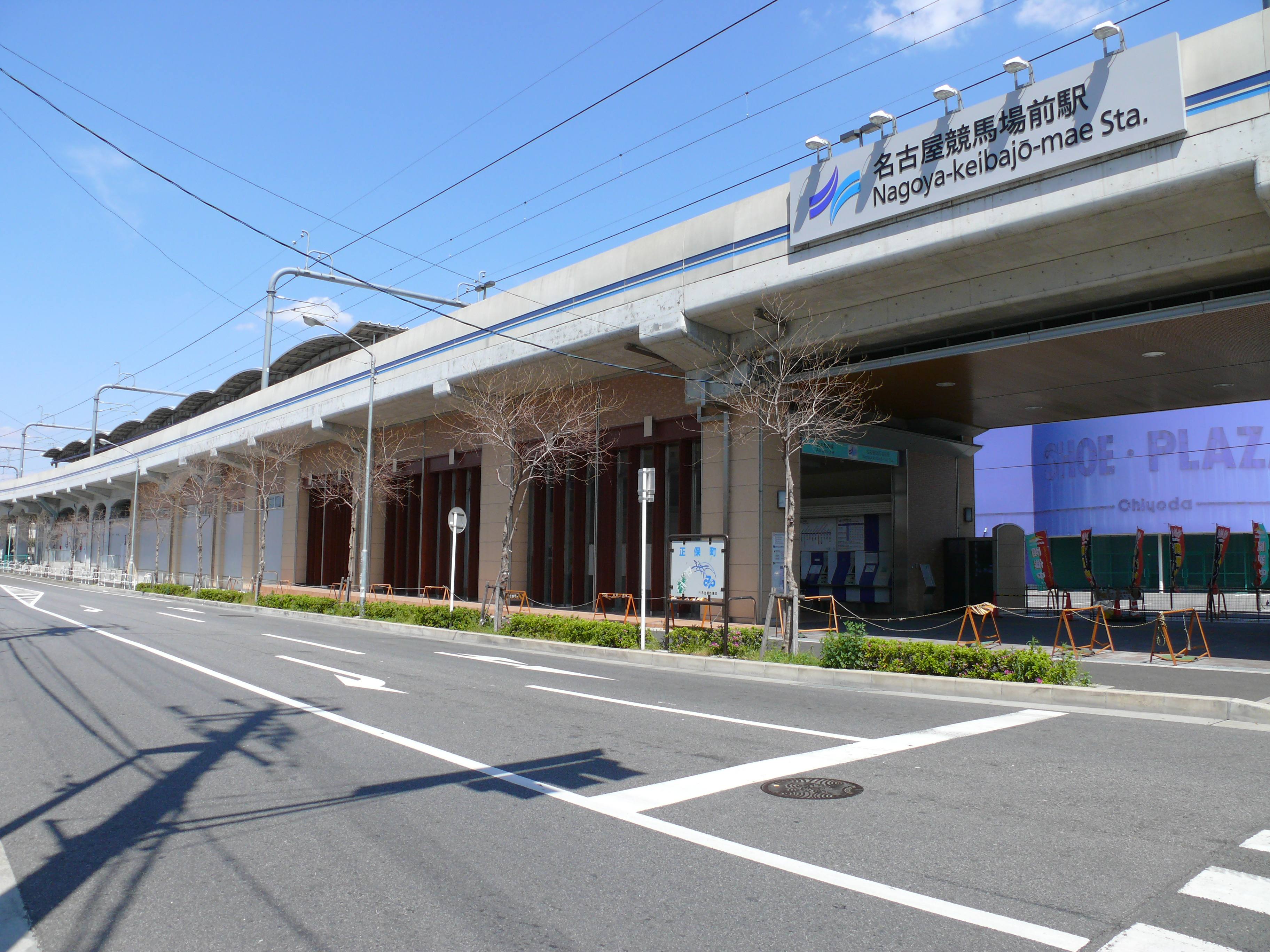
改称前（2007年4月）

## 駅構造
島式ホーム1面2線を有する高架駅。1番・2番線のホームに安全対策として可動式ホーム柵を設置。バリアフリーの対応としてエレベーターを1基配置。
通常は無人駅で、中島駅が当駅を管理している。

### のりば
| 番線 | 路線        | 方向 | 行先         |
| ---- | ----------- | ---- | ------------ |
| 1    | ■あおなみ線 | 下り | 金城ふ頭方面 |
| 2    | ■あおなみ線 | 上り | 名古屋方面   |

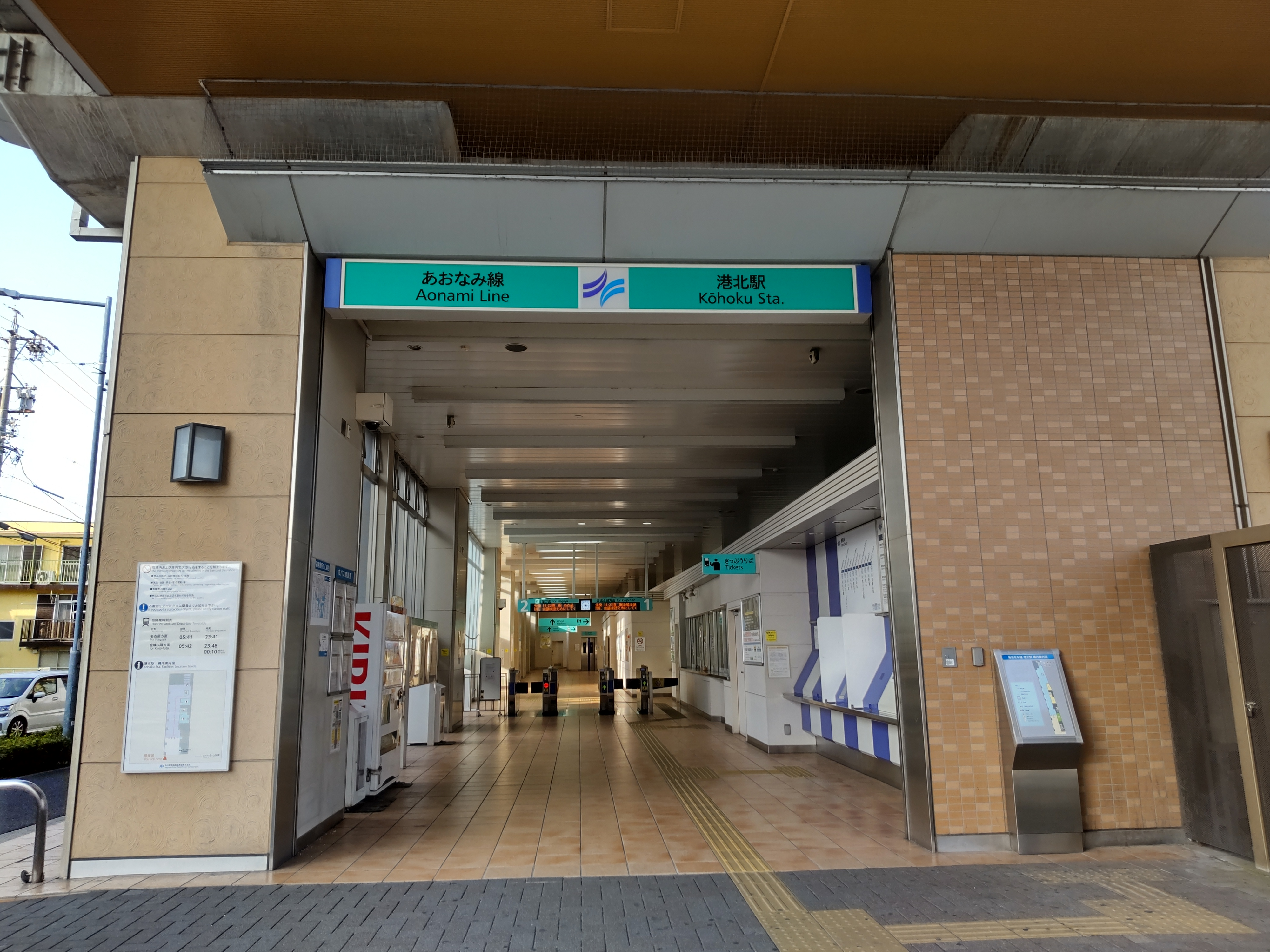
改札口（2022年3月）
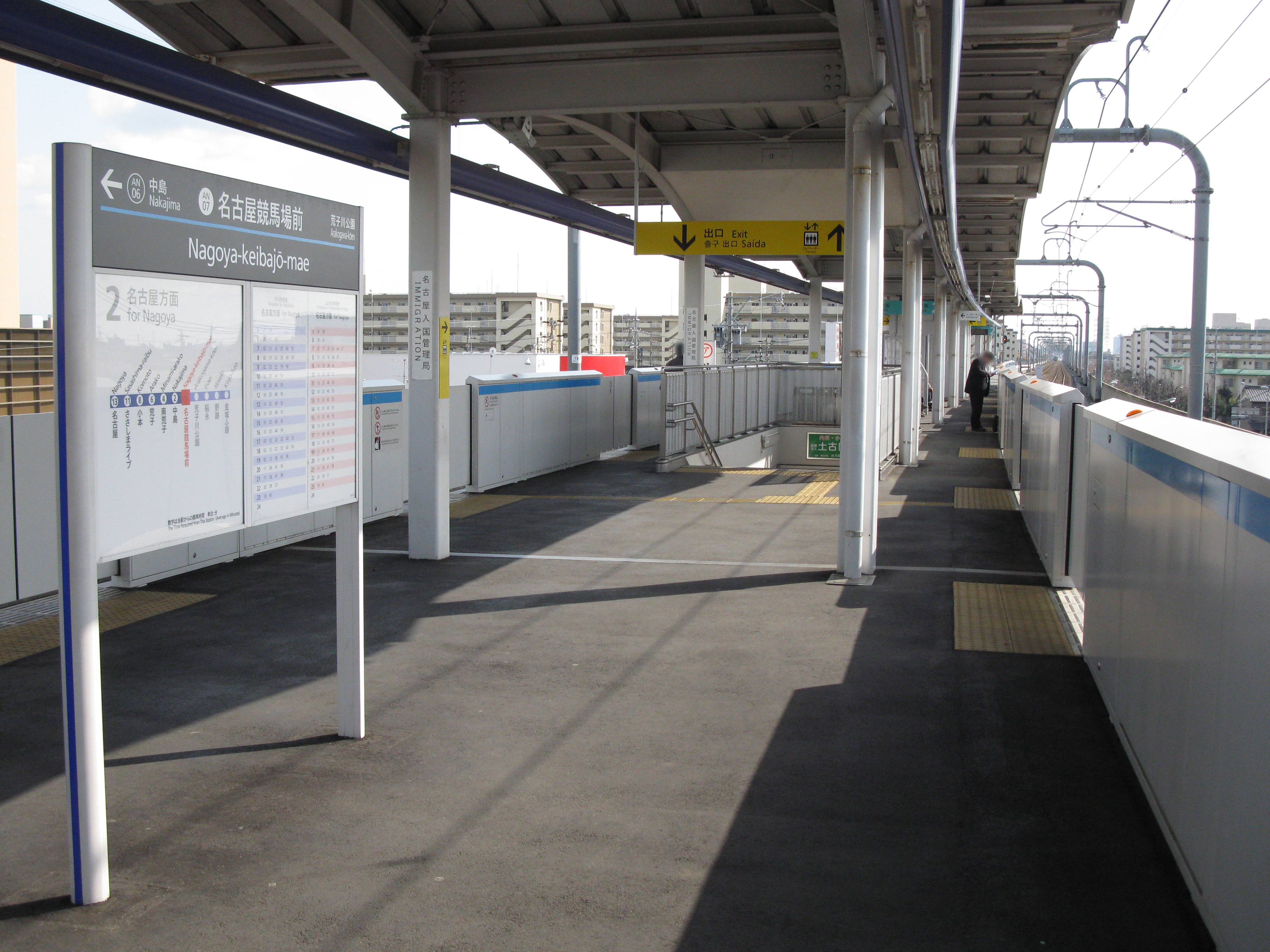
ホーム（2010年3月）

## 利用状況
2021年度の乗車人員は1,003,010人、同年度の1日平均乗車人員は2,748人である。あおなみ線の中では名古屋駅に次ぐ第2位である。北隣にある有人駅の中島駅よりも多い。
近年の年度別乗車人員の推移は下表のとおりである。
| 年度               | 乗車人員 | 乗車人員  |
| 年度               | 1日平均  | 年度毎    |
| ------------------ | -------- | --------- |
| 2004年（平成16年） | 1,398    | 247,449   |
| 2005年（平成17年） | 1,829    | 667,459   |
| 2006年（平成18年） | 2,040    | 744,420   |
| 2007年（平成19年） | 2,253    | 824,749   |
| 2008年（平成20年） | 2,618    | 955,634   |
| 2009年（平成21年） | 2,591    | 945,641   |
| 2010年（平成22年） | 2,674    | 975,853   |
| 2011年（平成23年） | 2,779    | 1,017,105 |
| 2012年（平成24年） | 2,841    | 1,037,106 |
| 2013年（平成25年） | 2,889    | 1,054,561 |
| 2014年（平成26年） | 3,053    | 1,114,314 |
| 2015年（平成27年） | 3,054    | 1,117,794 |
| 2016年（平成28年） | 3,124    | 1,140,410 |
| 2017年（平成29年） | 3,317    | 1,210,673 |
| 2018年（平成30年） | 3,364    | 1,227,715 |
| 2019年（令和元年） | 3,309    | 1,210,988 |
| 2020年（令和2年）  | 2,571    | 938,517   |
| 2021年（令和3年）  | 2,748    | 1,003,010 |

## 駅周辺
当駅はかつて存在した土古競馬場の名で愛着のある旧名古屋競馬場の北西に位置する。駅周辺は住宅街で駅南側は名古屋市営住宅の「泰明荘」などが占める。
- サンアール名古屋（旧名古屋競馬場）
- 名古屋出入国在留管理局
- 土古商店街
- ピアゴ ラ・フーズコア 正保店
- スギ薬局 正保店
- 正保公園
- 名古屋市立正保小学校
- 中部鋼鈑
- 東海通（名古屋市道東海橋線）
- 名古屋市立成章小学校
- 百五銀行港支店・当知支店

## バス路線
名古屋市営バスの港北駅停留所がある。2022年4月2日の名古屋市営バスのダイヤ改正により、「名古屋競馬場前駅」から「港北駅」へ停留所名の変更が行われた。西隣の「土古（どんこ）」停留所とさほど距離に大きな差はないため、河合小橋・多加良浦・中川車庫前方面始発のバスの乗り換え案内では「土古」が乗り換え指定になっている。
ただし、当駅に掲示されている駅周辺の地図には「土古」バス停は記載されていないほか、同じく掲示されているバス時刻表も「港北駅」停留所のもののみになっている。
- 幹神宮1：熱田区役所行、多加良浦行、河合小橋行、中川車庫前行
- 東海12：六番町行、港区役所行、河合小橋行、南陽交通広場（イオンモール名古屋茶屋）行、日光川公園行、中川車庫前行

## 隣の駅
名古屋臨海高速鉄道
■あおなみ線
中島駅 (AN06) - 港北駅 (AN07) - 荒子川公園駅 (AN08)
- () 内は駅番号を示す。

### 「こうほく」と読む他の駅
- 江北駅 (東京都) - 東京都交通局日暮里・舎人ライナーの駅
- 江北駅 (佐賀県) - JR九州長崎本線・佐世保線の駅